# Rod Steiger
Rodney Stephen Steiger (Westhampton, Nueva York, 14 de abril de 1925-Los Ángeles, California, 9 de julio de 2002) fue un actor estadounidense, conocido por su interpretación de personajes poco convencionales, a menudo inestables y desquiciados. Considerado «una de las estrellas más carismáticas y dinámicas de Hollywood», se le asocia frecuentemente con el arte de la actuación del método, personificando a los personajes que interpretaba, lo que a veces provocaba enfrentamientos con algunos directores y coprotagonistas. Interpretó al hermano mafioso de Marlon Brando, Charley, en On the Waterfront (La ley del silencio, 1954), al protagonista, Sol Nazerman, en The Pawnbroker (El prestamista, 1964), que le valió el Oso de Plata a la mejor interpretación masculina, y al jefe de policía Bill Gillespie, junto a Sidney Poitier, en la película In the Heat of the Night (En el calor de la noche, 1967), que le otorgó el Óscar al mejor actor.
Nació en Westhampton (Nueva York), hijo de un actor de vodevil, al que no llegó a conocer, tuvo una infancia difícil, con una madre alcohólica de la que huyó a los 16 años. Tras servir en el Frente del Pacífico Sur durante la Segunda Guerra Mundial, comenzó su carrera como actor con papeles en la televisión en 1947, obteniendo el reconocimiento de la crítica por su interpretación del protagonista del telefilme «Marty» (1953). Debutó en el teatro en 1946, en una producción del melodrama Curse you, Jack Dalton! en el Civic Repertory Theatre de Newark, y posteriormente participó en producciones como An Enemy of the People (1950), Night Music (1951), de Clifford Odets, Seagulls Over Sorrento (1952) y Rashomon (1959).
Debutó en el cine con un pequeño papel en Teresa (1951), de Fred Zinnemann y posteriormente apareció en películas como The Big Knife (1955), Oklahoma! (1955), Jubal (1956), Across the Bridge (1957) y Al Capone (1959). Tras su papel en The Pawnbroker (1964), en la que interpretó a un judío amargado superviviente del Holocausto que trabajaba como prestamista en Nueva York, encarnó a un político ruso oportunista en Doctor Zhivago (1965), de David Lean. In the Heat of the Night ganó cinco premios Óscar, entre ellos el de mejor película y mejor actor para Steiger, elogiado por su interpretación de un jefe de policía de Misisipi que aprende a respetar a un agente afroamericano (Poitier) mientras buscan a un asesino. Al año siguiente, interpretó a un asesino en serie en el filme psicológico No Way to Treat a Lady.
Durante la década de 1970, Steiger recurrió con frecuencia a producciones europeas en busca de papeles más exigentes. Interpretó a Napoleón Bonaparte en Waterloo (1970), a un bandido mexicano en el filme de Sergio Leone Giù la testa (1971), a Benito Mussolini en Mussolini: Ultimo atto (1975), y terminó la década interpretando a un sacerdote perturbado en la primera película de la serie «Amityville», The Amityville Horror (1979). En la década de 1980 los problemas cardíacos y la depresión hicieron mella en su carrera y le resultó difícil encontrar trabajo, por lo que aceptó aparecer en películas de serie B de bajo presupuesto. Uno de sus últimos papeles fue el del juez H. Lee Sarokin en el drama carcelario The Hurricane (Huracán Carter, 1999), que le reencontró con el director de In the Heat of the Night, Norman Jewison.
Steiger se casó cinco veces y tuvo una hija, la cantante de ópera Anna Steiger, y un hijo, Michael Steiger. Murió de neumonía e insuficiencia renal como consecuencia de complicaciones de una operación por un tumor en la vesícula biliar el 9 de julio de 2002, a los 77 años de edad, en Los Ángeles.

## Biografía

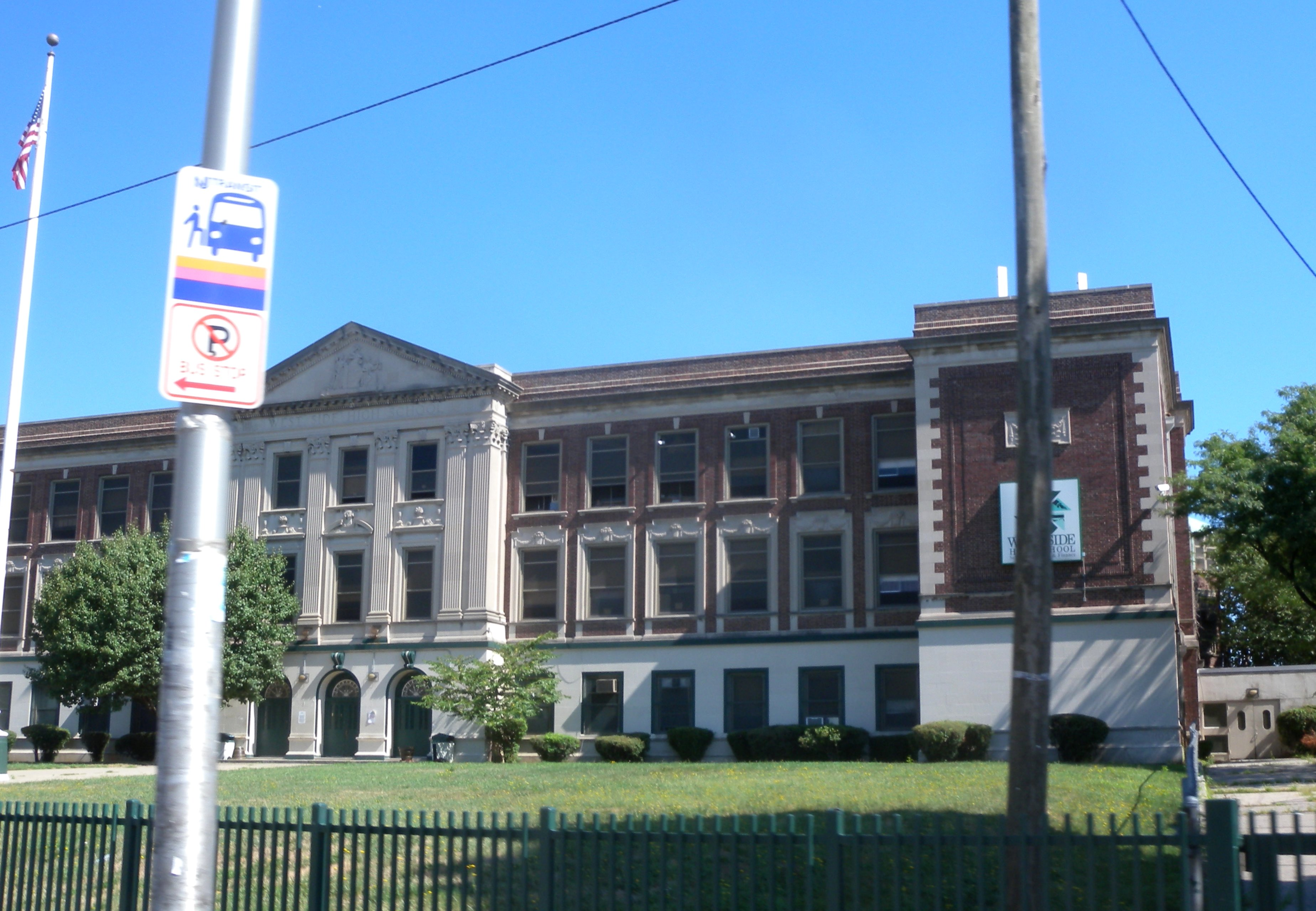
Steiger asistió a la West Side High School de Newark (Nueva Jersey), donde ya mostró interés por la interpretación.

Nació el 14 de abril de 1925 en Westhampton (Nueva York), hijo único de Lorraine (de soltera Driver) y Frederick Steiger, de ascendencia francesa, escocesa y alemana. Rod fue criado como luterano. Nunca conoció a su padre, un actor de vodevil que formó parte de un grupo itinerante de canto y baile con la madre de Steiger, pero le contaron que era un hombre guapo de aspecto latino, músico y bailarín de talento. El biógrafo Tom Hutchinson lo describe como una «figura sombría y fugitiva», que «persiguió» a Rod durante toda su vida y fue una «presencia e influencia invisible».
Hutchinson describe a su madre como «rolliza, enérgica y de baja estatura, con el pelo largo y castaño». Steiger la describe como «físicamente atractiva», tenía una buena voz para cantar y estuvo a punto de convertirse en actriz de Hollywood, pero después de una operación en la pierna que le mermó su capacidad para caminar, dejó de actuar y se refugió en el alcohol. Como consecuencia, abandonó el mundo del espectáculo y dejó Westhampton para criar a su hijo; pasaron por varias ciudades, entre ellas Irvington y Bloomfield, antes de establecerse en Newark, Nueva Jersey. Su alcoholismo avergonzaba mucho a Steiger, y otros niños de la comunidad y sus padres se burlaban con frecuencia de la familia. A los cinco años sufrió abusos sexuales por parte de un pederasta que lo atrajo con una colección de mariposas. Con respecto a su problemático entorno familiar, cuando le preguntaron: «Si pudieras elegir entre tener la infancia que viviste, con tu madre alcohólica, y ser el actor famoso que eres hoy, o tener una infancia llena de amor y seguridad y no ser famoso, ¿con cuál te quedarías?» respondió: «Una infancia segura y llena de amor solo un instante». Durante sus últimos once años de vida, su madre se mantuvo sobria y asistía con regularidad a las reuniones de Alcohólicos Anónimos. Steiger dijo posteriormente: «Estaba muy orgullosa de ella. Se recuperó. Volvió a la vida».
Durante su infancia, y debido a su considerable fuerza y corpulencia, se le llegó a conocer como «The Rock» (La Roca). A pesar de las burlas que recibía por el alcoholismo de su madre, era una figura popular en la escuela y un hábil jugador de sóftbol. Durante su adolescencia se interesó por la poesía y la interpretación, y participó en varias obras de teatro en el West Side High School en Newark. Cansado de pelearse con su madre, se escapó de casa a los dieciséis años para alistarse en la Armada de los Estados Unidos durante la Segunda Guerra Mundial.
Se alistó el 11 de mayo de 1942 y realizó su instrucción en la Estación de Entrenamiento Naval de los Estados Unidos en Newport (Rhode Island). Se incorporó al destructor de la clase Allen M. Sumner USS Taussig (DD-746) el 20 de mayo de 1944. Mientras servía como torpedero en destructores, entró en acción en el Frente del Pacífico Sur, incluida la batalla de Iwo Jima. El actor comentó con posterioridad: «Me encantaba la Armada. Fui tan estúpido como para pensar que estaba siendo heroico». Sus experiencias durante la guerra le marcaron para el resto de su vida, en particular la pérdida de vidas de estadounidenses durante la batalla de Iwo Jima, así como el hundimiento de buques por el Taussig en los que se sabía que había mujeres y niños a bordo. El 17 de diciembre de 1944, frente a la costa de Luzón (Filipinas), el Taussig se encontró con el tifón Cobra, con vientos de 185 km/h y olas de 24 m; como resultado, se perdieron tres destructores estadounidenses, pero el Taussig sobrevivió; Steiger tuvo que atarse con una cuerda en cubierta mientras las olas golpeaban y envolvían el buque.
Tras la guerra, el G.I. Bill, un sistema de ayudas federales a los veteranos de la Segunda Guerra Mundial, le pagó el alquiler de una habitación en la calle 81 Oeste de Nueva York, unos ingresos de poco más de 100 dólares al mes y cuatro años de estudios. Al principio encontró trabajo engrasando máquinas y lavando suelos. Decidió asistir a clases de arte dramático, sobre todo porque entre sus integrantes había mujeres jóvenes y atractivas. El taller, conocido como Civil Service Little Theater, estaba dirigido por la Office of Dependants and Beneficiaries (Oficina de Dependientes y Beneficiarios), donde él trabajaba por entonces, lo que le llevó a iniciar un curso de dos años en la New School for Social Research, universidad de investigación dirigida por el director teatral expatriado alemán Erwin Piscator. Durante una audición, Steiger fue elegido tras apenas pronunciar unas palabras, y el director exclamó que tenía una «cualidad fresca y maravillosa». Otro alumno de talento de la época fue Walter Matthau, que apodó a la institución «The Neurotic School for Sexual Research» (La Escuela Neurótica de Investigación Sexual). Steiger se sorprendió al descubrir su propio talento como actor, y le animaron a seguir estudiando en la Dramatic Workshop, escuela de arte dramático fundada por Piscator. Una de las principales razones por las que quería ser actor era recuperar el respeto público por su apellido, que tanto le había humillado durante la infancia, además de creer que «no tenía temperamento para un trabajo normal» y habría acabado siendo un alcohólico miserable y violento. Su único modelo como actor era Paul Muni, a quien consideraba «el más grande», aunque también sentía un profundo respeto por el actor francés Harry Baur y, según su biógrafo Hutchinson, admiraba a Charlie Chaplin «hasta el extremo de la adoración».

## Carrera

### Inicios y primeros éxitos (1946-1956)
Debutó en el teatro en una producción de Curse you, Jack Dalton! (1946) en el Civic Repertory Theatre de Newark. Posteriormente Daniel Mann, uno de sus profesores, le invitó a asistir al Actors Studio, fundado por Elia Kazan en octubre de 1947. Fue allí, junto a Marlon Brando, Karl Malden o Eli Wallach, donde se formó en la actuación de método, una técnica que le marcó profundamente. Al igual que Malden y Wallach, Steiger carecía del atractivo físico de un ídolo cinematográfico, por lo que comenzó su carrera como actor de carácter más que como galán. Su carrera en los escenarios continuó en 1950, con un pequeño papel en una producción de An Enemy of the People en el Music Box Theatre. Su primer papel importante en Broadway llegó en la producción de Clifford Odets Night Music (1951), donde interpretó a A. L. Rosenberger, obra se representó en el ANTA Playhouse. Al año siguiente interpretó a un telegrafista en la obra Seagulls Over Sorrento, que inició sus representaciones el 11 de septiembre de 1952 en el John Golden Theatre.
Sus primeros papeles, aunque secundarios, fueron numerosos, sobre todo en series de televisión a principios de la década de 1950, llegando a intervenir en más de 250 producciones televisivas en directo durante un periodo de cinco años. Fred Coe, director de desarrollo de programas de la NBC, se fijó en él y le dio papeles cada vez más relevantes. Steiger consideraba que la televisión era lo que el teatro de repertorio había sido para la generación anterior, y la veía como un medio en el que podía poner a prueba su talento con una gran cantidad de papeles distintos. Poco después empezó a recibir reseñas positivas de críticos como John Crosby, quien señaló que Steiger realizaba a menudo «interpretaciones convincentes sin esforzarse». Entre sus trabajos figuran Danger (1950-53), Lux Video Theatre (1951), Out There (1951), Tales of Tomorrow (1952-53), The Gulf Playhouse (1953), Medallion Theatre (1953), Goodyear Television Playhouse (1953), y como el Romeo de Shakespeare en el episodio «The First Command Performance of Romeo and Juliet» (1957) de la serie You Are There en 1954, bajo la dirección de Sidney Lumet. Siguió participando en varias representaciones televisivas de obras de teatro, como su actuación en cinco episodios de Kraft Theatre (1952-54), que le valieron los elogios de la crítica, en seis de The Philco Television Playhouse (1951-55) y en dos de Schlitz Playhouse of Stars (1957-58).
Debutó en la gran pantalla en 1953, con un pequeño papel en Teresa, de Fred Zinnemann, rodada en 1951. Steiger, que se describía a sí mismo como «arrogante», se ganó a Zinnemann elogiando su dirección; Zinnemann dijo posteriormente que el actor era «muy popular, extremadamente elocuente y lleno de recuerdos notables», y ambos mostraron un gran respeto mutuo toda su vida.
El 24 de mayo de 1953 interpretó el papel protagonista en el episodio «Marty», de Paddy Chayefsky, parte de la serie The Goodyear Television Playhouse; el papel estaba previsto originalmente para que lo representara Martin Ritt, que más tarde se convertiría en director. «Marty» es la historia de un solitario y hogareño carnicero del Bronx en busca del amor. La obra fue un éxito de crítica y supuso un impulso de la proyección pública de Steiger; el profesor y crítico Tom Stempel señaló que aportó «una intensidad sorprendente a su interpretación de Marty, sobre todo al transmitirnos el dolor del personaje». Ante su negativa a firmar un contrato de siete años con el estudio, Steiger fue sustituido por Ernest Borgnine cuando una ampliación del guion del episodio se llevó al cine en 1955 con el mismo título y que ganó el Óscar a la mejor película en la 28.ª edición de estos premios, así como el de mejor actor para Borgnine. 1953 fue el año de la consagración de Steiger como actor; ganó el premio Sylvania por «Marty» y realizó otras cuatro grandes interpretaciones: como Vishinsky y Rudolf Hess en dos episodios de You Are There, como el gánster Dutch Schultz en una película de suspense y como operador de radar en My Brother's Keeper.

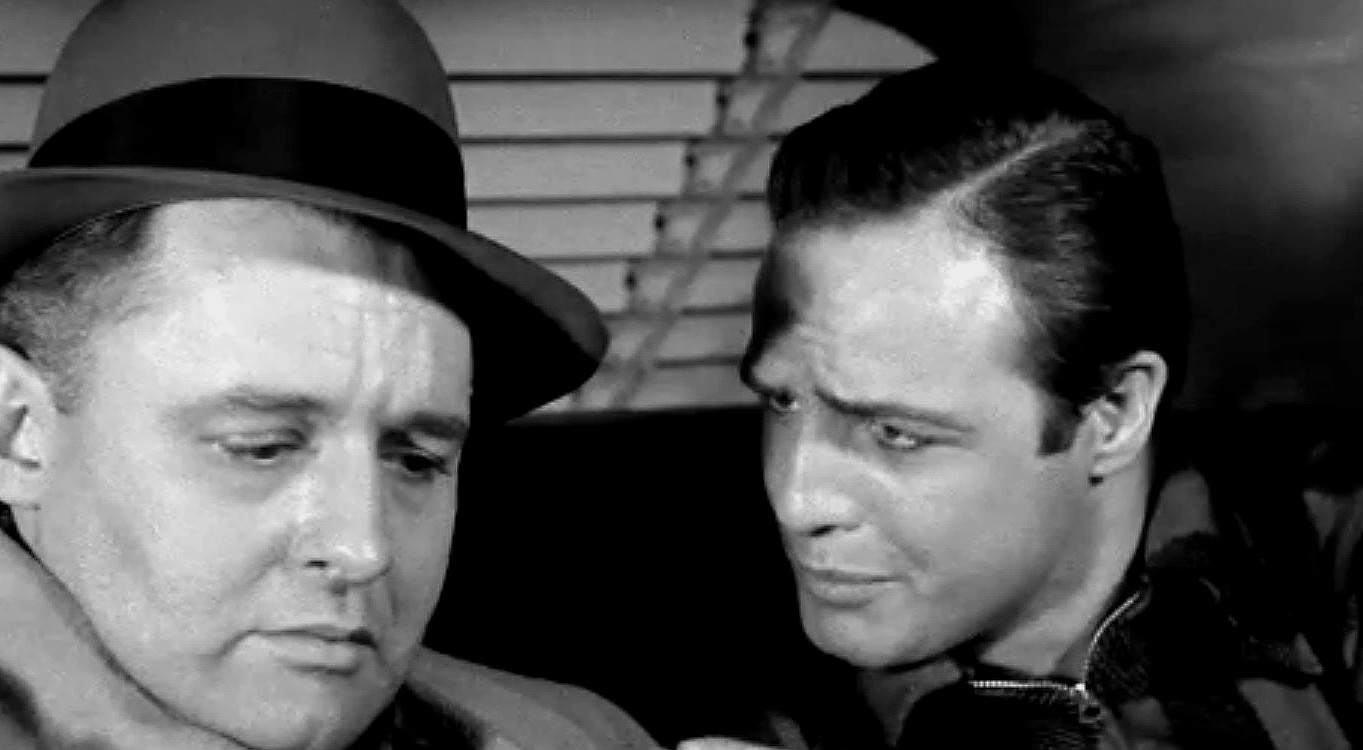
Steiger junto a Marlon Brando en On the Waterfront (La ley del silencio, 1954).

Por su papel como Charley, el hermano del personaje interpretado por Marlon Brando en On the Waterfront (La ley del silencio, 1954), de Elia Kazan, Steiger fue nominado al Óscar al mejor actor de reparto. El escritor y crítico cinematográfico Leo Braudy señaló que «las imágenes incesantes del enfrentamiento en el taxi entre Brando y Rod Steiger han convertido la película en un icono». El rodaje de la escena del taxi duró once horas y se basó en gran medida en el guion, a pesar de que Brando alimentó en su autobiografía la creencia popular de que la escena había sido improvisada. Brando afirmó que se necesitaron siete tomas porque Steiger no podía dejar de llorar, algo que Steiger consideró injusto e inexacto. Aunque mantenía un gran respeto por Brando como actor, no le gustaba como persona y se quejaba con frecuencia durante el rodaje de la «propensión de Brando a abandonar el plató» inmediatamente después de rodar sus escenas. Steiger comentó más tarde: «No llegamos a conocernos en absoluto. Siempre volaba solo y no le he vuelto a ver desde la película. Me molesta que diga que solo es una puta y que los actores son putas». Tampoco le gustó la noticia de que la Academia de Artes y Ciencias Cinematográficas había concedido a Kazan un Óscar honorífico en 1999; en una entrevista concedida en ese mismo año a BBC News, declaró que probablemente no habría rodado On the Waterfront si hubiera sabido que Kazan había facilitado al Comité de Actividades Antiestadounidenses nombres de actores sospechosos de ser comunistas.
Interpretó el papel de Jud Fry en la versión cinematográfica del musical de Rodgers y Hammerstein Oklahoma! (1955), en la que cantaba él mismo. Fue una de las mayores producciones cinematográficas de los años 1950, rodada cerca de Nogales (Arizona), con un equipo de 325 personas y unos 70 camiones. En la película, Steiger mostró a un Jud perturbado y emocionalmente aislado, lo que, en opinión del canal de televisión Turner Classic Movies, aportó al personaje una «complejidad que iba mucho más allá del típico villano de un musical». Steiger comentó que James Dean, que se presentó a la audición para el papel que finalmente recayó en Gordon MacRae, era un «chico simpático absorbido por su propio ego, hasta el punto de que le estaba destruyendo», lo que, en su opinión, le llevó a la muerte; al parecer, Dean regaló a Steiger su preciado ejemplar del libro de Ernest Hemingway Death in the Afternoon (Muerte en la tarde), en el que había subrayado cada aparición de la palabra «muerte».

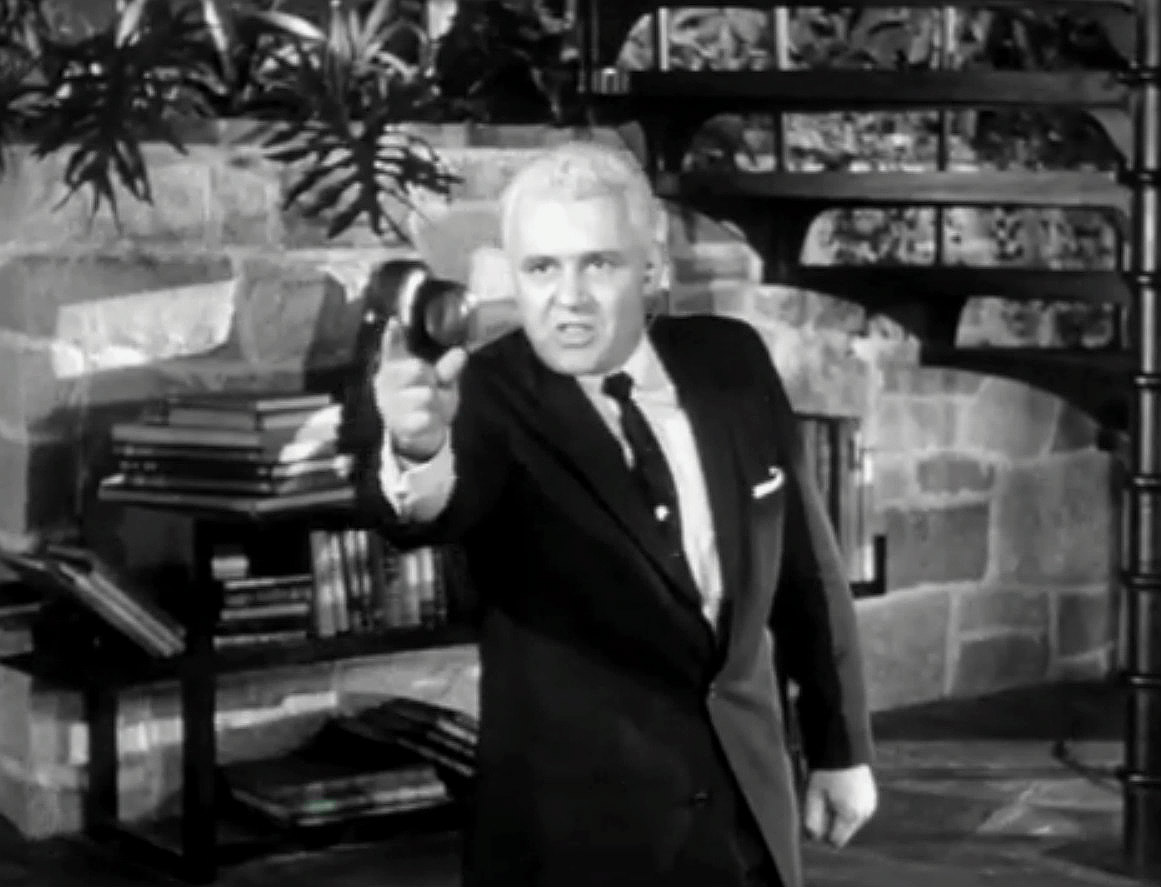
Steiger como el magnate del cine Stanley Shriner Hoff en The Big Knife (1955).

En 1955 interpretó a un odioso magnate del cine, vagamente basado en el dirigente de Columbia Pictures Harry Cohn, junto a Jack Palance e Ida Lupino en la película de cine negro de Robert Aldrich The Big Knife. Para el papel se decoloró el pelo, buscó inspiración para la interpretación en el actor ruso Vladimir Sokoloff, leyó un libro sobre el campo de exterminio de Treblinka para comprender a fondo a su personaje y visitó el departamento de perfumería de una tienda de Beverly Hills, California, para tratar de entender el desprecio de su personaje por las mujeres. Steiger y Palance no se llevaron bien durante el rodaje, y en una escena Palance le arrojó a Steiger varios álbumes de discos en un gesto de frustración, al considerar que intentaba robarle la escena. Ese mismo año, Steiger fue aclamado por la crítica por su papel de fiscal en The Court-Martial of Billy Mitchell, de Otto Preminger, junto a Gary Cooper y Charles Bickford.
En el wéstern de Columbia Pictures Jubal (1956), coprotagonizado por Glenn Ford y Ernest Borgnine, interpretó el papel de «Pinky», un ranchero «malvado lleno de desprecio», que se pone celoso cuando su antigua amante se siente atraída por el personaje interpretado por Ford. Durante el rodaje, Ford destacó el profundo compromiso de Steiger con la actuación de método, considerándolo «un buen actor, pero un tipo realmente extraño». A Steiger no le agradó la experiencia y se enfrentó con frecuencia al director Delmer Daves, que era más favorable a la visión desenfadada que Ford tenía de la película. Cuando el filme se estrenó en abril de 1956, un redactor de Variety quedó impresionado por el «malvado veneno» que desprendía su personaje y comentó que «hacía mucho tiempo que no se veía un personaje tan odioso en la pantalla».
En la película dirigida por Mark Robson The Harder They Fall (Más dura será la caída, 1956), interpretó a un promotor de boxeo corrupto que contrata a un periodista deportivo arruinado tras la quiebra del periódico para el que trabajaba, interpretado por Humphrey Bogart en el que fue su último papel y que rodó cuando ya se le había diagnosticado un cáncer terminal; Steiger elogió a Bogart diciendo de él que «era un profesional y poseía una tremenda autoridad» durante el rodaje.

### 1957-1963

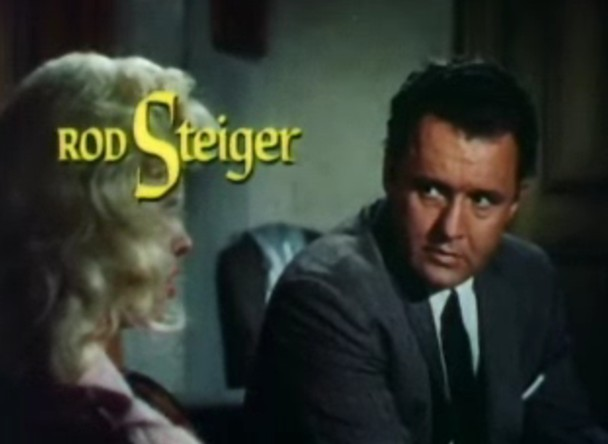
El actor junto a Diana Dors en The Unholy Wife (1957).

Actuó en tres películas estrenadas en 1957. La primera fue el filme de cine negro The Unholy Wife, de John Farrow, en la que interpretaba a un rico viticultor del valle de Napa que se casa con Phyllis, una mujer fatal interpretada por Diana Dors; en su crítica del estreno de la película en Nueva York, The New York Times describió la interpretación de Steiger como «peculiar», afirmando también que la modulación de la voz del actor «va de Marlon Brando a Ronald Colman y viceversa». Durante el rodaje de Run of the Arrow, de Samuel Fuller, película en la que interpretaba a un veterano del ejército confederado que se niega a aceptar la derrota tras la rendición del general Robert E. Lee en Appomattox al final de la guerra civil estadounidense, Steiger se torció el tobillo antes de rodar una de las escenas de la batalla y no pudo caminar, y mucho menos correr, por lo que Fuller pidió a uno de los extras que corriera en su lugar, razón por la cual la escena se rodó mostrando solo los pies, en lugar de utilizar primeros planos. Steiger se había documentado sobre la historia en la que se desarrollaba la película y decidió interpretar al personaje como un irlandés, convirtiéndose, según sus propias palabras, en «el primer cowboy irlandés». Ese mismo año protagonizó el thriller británico Across the Bridge, en el que interpretaba a un estafador alemán con nacionalidad británica que se esconde en México tras malversar fondos de una empresa; el crítico de cine Dennis Schwartz dijo que el actor realizó «una de sus mejores interpretaciones».

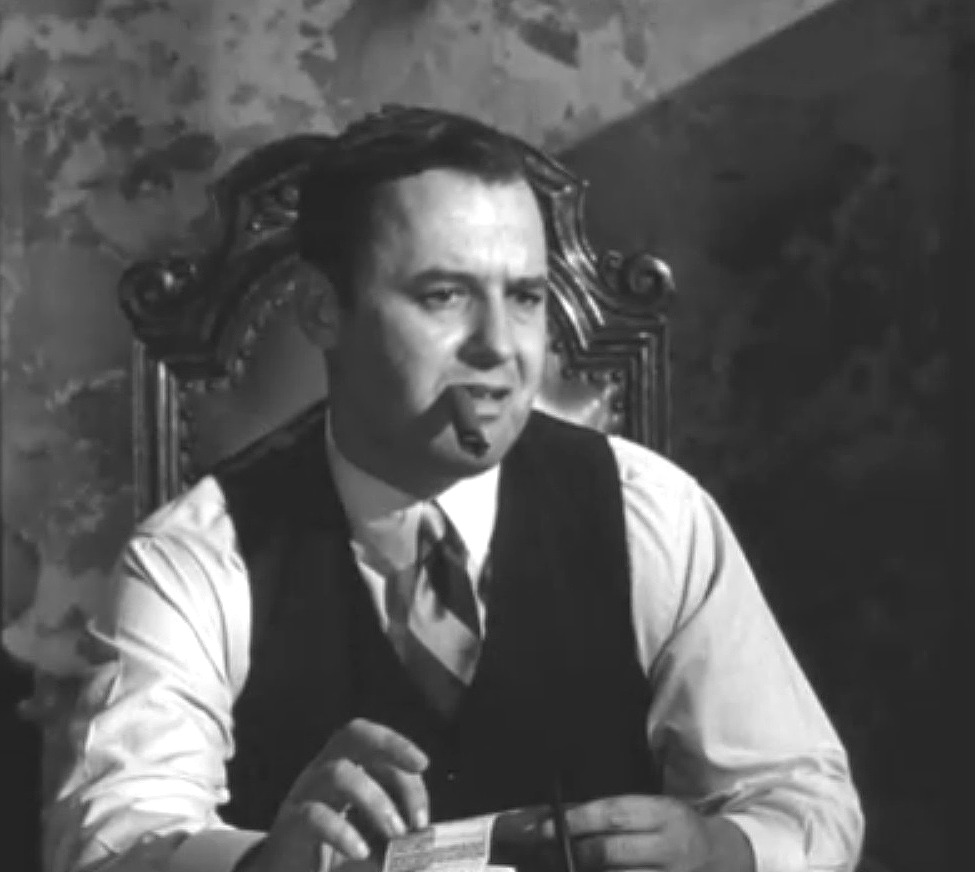
Steiger como el famoso gánster Al Capone.

Protagonizó, junto a James Mason e Inger Stevens, la película de Andrew L. Stone Cry Terror! (1958) para la Metro-Goldwyn-Mayer; en ella interpretó a un cerebro criminal que intentaba conseguir un rescate de 500 000 dólares y Paul Beckley, del Herald Tribune, lo consideró «brillantemente lacónico», aunque Dennis Schwartz descalificó la película considerándola «un intento mal concebido de realizar un thriller realista» con una «narrativa que carecía de la tensión necesaria». Al año siguiente, Steiger actuó junto a la actriz británica Claire Bloom (con la que posteriormente se casó) en una adaptación al teatro realizada por Fay y Michael Kanin de la película de 1950 Rashōmon, de Akira Kurosawa, en la que encarnó el bandido interpretado originalmente por Toshirō Mifune; la obra fue un gran éxito, elogiada por la crítica y nominada a tres Premios Tony. En 1959 interpretó al conocido mafioso Al Capone en la película del mismo título, en la que se esforzó por reflejar la ostentación de Capone, hablando de forma estridente, echándose un abrigo de pelo de camello sobre los hombros y llevando el sombrero en un ángulo chulesco; la película, que destacó por su retrato poco glamuroso del personaje, le valió a Steiger una nominación al premio Golden Laurel a la mejor interpretación dramática masculina. Aunque Hutchinson, autor de Rod Steiger: Memoirs of a friendship, consideró que su interpretación de Capone era más bien una caricatura, George Anastasia y Glen Macnow, autores del libro The Ultimate Book of Gangster Movies, la describieron como una de las mejores interpretaciones de Capone en la gran pantalla.
Tras el éxito de Al Capone, Steiger protagonizó la película de Henry Hathaway Seven Thieves (1960), en la que interpretó al profesional y cerebral ladrón Paul Mason quien, a instancias de su padre, planea un golpe para robar cuatro millones de dólares en francos franceses de la cámara subterránea del casino de Montecarlo; el crítico y periodista de The New York Times Bosley Crowther elogió la «angustiosa trama» y las «interpretaciones sumamente elaboradas» de los dos protagonistas, Steiger Edward G. Robinson. Al año siguiente encarnó a un psiquiatra penitenciario que intenta acabar con los demonios mentales del personaje interpretado por Stuart Whitman en The Mark; su interpretación fue tan convincente que, tras el estreno de la película, recibió la invitación de la Asociación Estadounidense de Psiquiatría para que diera una conferencia. Su siguiente papel fue en la coproducción cinematográfica europea World in My Pocket, junto a Nadja Tiller. Durante este periodo, Steiger actuó cada vez más en películas de Italia y Francia; además de considerar que en Europa gozaba de mayor credibilidad y reconocimiento como actor, también apreciaba los ritmos de rodaje más relajados que predominaban allí en aquella época.

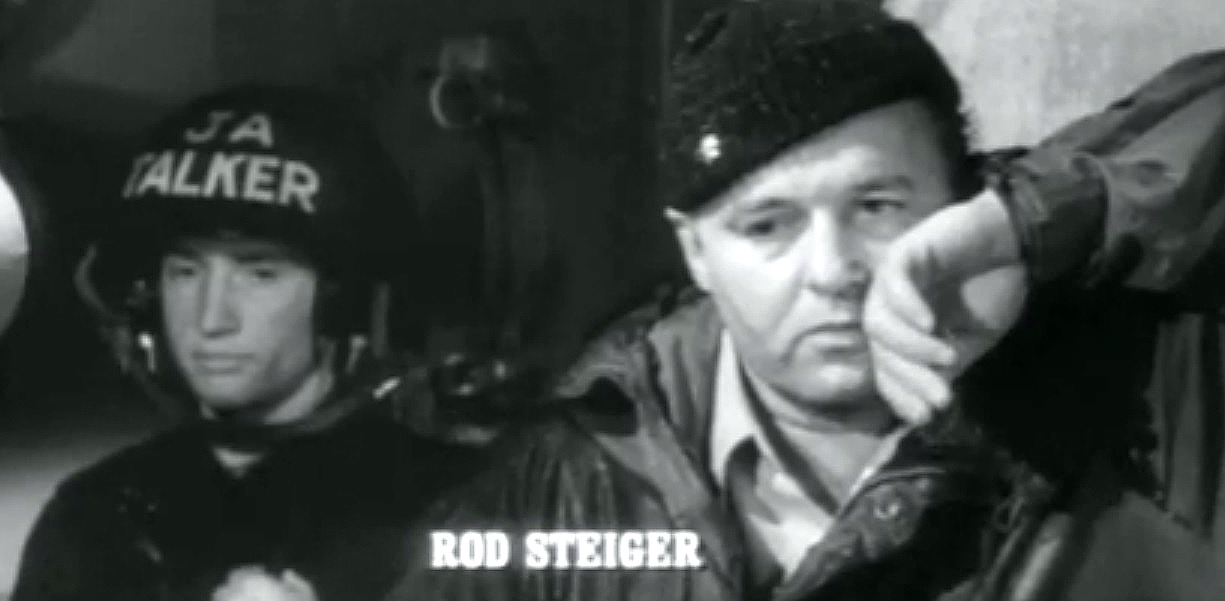
Steiger, a la derecha, en el tráiler de The Longest Day (1962).

En 1962 volvió a Broadway para la obra Moby Dick Rehearsed, escrita por Orson Welles, en el Ethel Barrymore Theatre, además de interpretar el papel de un detective que busca al agresor de un científico (Alan Ladd) en la película de Philip Leacock 13 West Street, para Columbia Pictures. También interpretó un pequeño papel como comandante de un destructor entre el gran reparto de The Longest Day (El día más largo), que incluía a John Wayne, Richard Todd, Robert Mitchum, Richard Burton, Sean Connery y Henry Fonda. Según Richard Burton, Steiger le confesó en privado que tenía problemas económicos y que se había sometido a un lifting facial que, en opinión de Burton, le hacía parecer «medio culo al aire». Al año siguiente interpretó al despiadado promotor inmobiliario y concejal napolitano Edoardo Nottola, que utiliza su poder político para obtener beneficios personales en un negocio inmobiliario suburbano a gran escala, en la producción italiana de Francesco Rosi, Le mani sulla città; según el biógrafo Francesco Bolzoni, Rosi había elegido a Steiger para esta película en idioma italiano porque quería «un intérprete de gran riqueza y capacidad» en el papel del promotor inmobiliario.

### 1964-1969
Poco después de Hands over the City, intervino en otra película italiana, Gli indifferenti (1964), que protagonizó junto a Claudia Cardinale y Shelley Winters; aunque la convincente interpretación de Steiger no se vio afectada, la producción se vio empañada por una disputa entre el director Francesco Maselli y el productor Franco Cristaldi, ya que uno quería que fuera una película puramente política y el otro quería hacer hincapié en la subtrama romántica y su relación con Cardinale. En el drama de Sidney Lumet The Pawnbroker (El prestamista, 1964), interpretó a un superviviente del Holocausto amargado y emocionalmente retraído que vivía en Nueva York. Richard Harland Smith, de TCM, señala que la carrera de Steiger por entonces estaba en declive y que tuvo que «esforzarse para conseguir trabajos remunerados durante una década» antes de conseguir este papel. El actor aceptó unos modestos honorarios de 50 000 dólares. Leyó varias veces la novela de Edward Lewis Wallant en que se basaba el guion para conocer a fondo al personaje, e insistió en reducir sus diálogos para hacerlo más realista y distanciado de la sociedad; Lumet señaló que, durante la producción, Steiger tenía tendencia a ser excesivamente dramático: «Claro que Rod tiene puntos débiles retóricos, pero puedes hablar de ellos con él. Le indiqué que este judío solitario no podía expresar sus emociones; había sido golpeado por la vida y por la gente. La fe que necesitaba encontrar estaba en otras personas, porque Dios le había traicionado».
Steiger comentó sobre la película: «Creo que mi mejor trabajo fue en The Pawnbroker. La última escena, cuando encuentro al chico muerto en la calle; creo que ése es el momento cumbre, sea cual sea, de mi talento». Para esta escena culminante, en la que parece mostrar su frustración mediante un grito silencioso, se inspiró en el Guernica (cuadro)|Guernica]] de Picasso, que muestra a un pueblo devastado por la guerra. Cecil Wilson, del Daily Mail, escribió que su personaje «parece contener toda la agonía que jamás se haya infligido al hombre». Aunque la película suscitó controversia y fue acusada de antisemitismo, Steiger fue elogiado por su interpretación, que le valió el Oso de Plata a la mejor interpretación masculina en el Festival Internacional de Cine de Berlín y su segunda nominación al Óscar al mejor actor; Steiger estaba seguro de que había realizado una interpretación ganadora del Óscar y se sorprendió cuando perdió frente a Lee Marvin (por su interpretación en Cat Ballou).

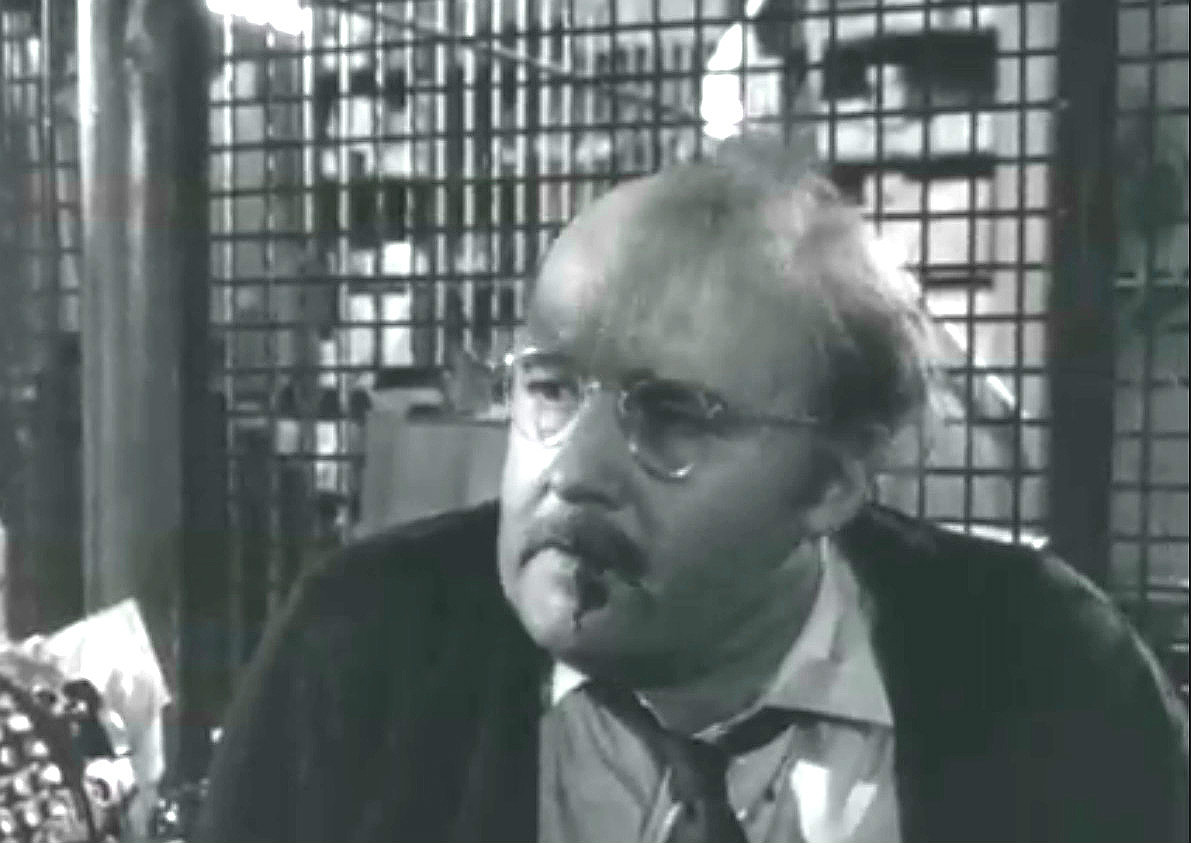
Steiger en The Pawnbroker (El prestamista, 1964).

En 1965 interpretó el papel de un embalsamador afeminado en la comedia de Tony Richardson The Loved One, sobre el negocio funerario en Los Ángeles, basada en una novela satírica de 1948 de Evelyn Waugh. Su caracterización con el pelo rizado con el que aparece en la película estaba inspirado en un busto de Apolo que había visto cuando conoció a Richardson. El personaje no fue del agrado de Bosley Crowther, del The New York Times, que lo consideró repelente. Ese mismo año representó el papel de Komarovsky, un político ruso y «villano oportunista» que viola al personaje interpretado por Julie Christie en el drama épico Doctor Zhivago, de David Lean. Steiger, uno de los dos únicos estadounidenses del reparto, se mostró inicialmente preocupado por trabajar con grandes actores británicos como Ralph Richardson y Alec Guinness y se alegró cuando se terminó la película al considerar que no desentonara como actor estadounidense, dada la fama de los británicos por su calidad y lenguaje. La película fue la más taquillera de la década de 1960 y recaudó 200 millones de dólares en todo el mundo; en 1998 fue seleccionada como la 39.ª mejor película estadounidense en la lista inicial del American Film Institute AFI's 100 años... 100 películas.

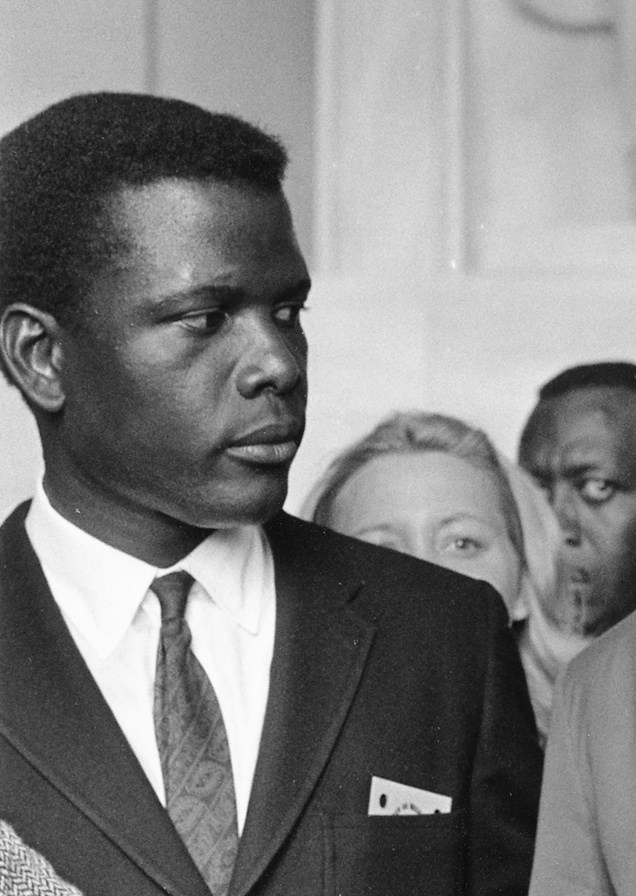
Sidney Poitier dijo que Steiger y Spencer Tracy eran los mejores actores con los que había trabajado.

Tenía la intención de volver al teatro, y había sido contratado para interpretar al personaje principal de Galileo, de Bertolt Brecht, en la Lincoln Center Repertory Company en abril de 1967, pero la producción se canceló porque cayó enfermo. Steiger ganó el Óscar al mejor actor por su papel como el jefe de policía Bill Gillespie en In the Heat of the Night (En el calor de la noche), junto a Sidney Poitier. En el filme interpreta a un jefe de policía sureño que busca a un asesino y, debido a sus prejuicios contra los negros, llega a la conclusión de que el culpable es Virgil Tibbs (Poitier), un joven de color que pasa por la ciudad tras visitar a su madre, pero que resulta ser un experimentado detective de homicidios de Filadelfia; la película se centra en la forma en que los dos hombres se relacionan y unen sus fuerzas para resolver el crimen, a medida que Gillespie aprende a respetar profundamente al hombre negro al que inicialmente tomó por un criminal. Steiger contó en una entrevista que para el papel utilizó sus recuerdos del acento sureño de un compañero de la Armada llamado «King». Poitier dijo posteriormente que Steiger y Spencer Tracy habían sido los mejores actores con los que había trabajado, afirmando en 1995: «Es tan bueno que me hizo rebuscar en bolsillos que no sabía que tenía». El redactor de Variety A. D. Murphy calificó su interpretación como «sobresaliente». Además del Óscar, este papel le supuso una plétora de otros premios, como un BAFTA y un Globo de Oro, así como los galardones al mejor actor de la Sociedad Nacional de Críticos de Cine de Estados Unidos y del Círculo de Críticos de Cine de Nueva York.
En 1968 protagonizó junto a George Segal el thriller psicológico con elementos de humor negro de Jack Smight No Way to Treat a Lady; a lo largo de la película, donde interpreta a un asesino en serie, adopta numerosos disfraces, entre ellos los de un cura irlandés, un policía de Nueva York, un fontanero alemán y un peluquero gay, para evitar ser identificado y tranquilizar a sus víctimas antes de estrangularlas y pintarles un par de labios en la frente con un llamativo carmín rojo. El filme y la interpretación de Steiger recibieron buenas críticas; Vincent Canby, de The New York Times, destacó la «espléndida y desinhibida interpretación de Steiger haciendo de un actor que sobreactúa» y un redactor de Time Out dijo de él que estaba «brillante como una especie de estrangulador de Boston, hijo de una gran actriz que ha hecho de su hijo un niño con fijación por su madre, inclinado a la imitación y sediento de aplausos». Ese mismo año interpretó a un suboficial gay reprimido junto a John Phillip Law en The Sergeant, dirigida por John Flynn, para la Warner Bros.-Seven Arts, que le valió el Premio David de Donatello al mejor actor extranjero; a pesar del premio, en The New Yorker la crítica cinematográfica Pauline Kael se mostró especialmente crítica con el papel de Steiger como homosexual y opinó que estaba «totalmente fuera de su alcance».
Steiger interpretó a un hombre con el cuerpo lleno de tatuajes que tienen la propiedad de contar una historia terrible, junto a la que pronto sería su exmujer, Claire Bloom, en la película de ciencia ficción The Illustrated Man (1969); la película fue un fracaso comercial y de crítica, de la que su amigo Ray Bradbury, autor de la obra del mismo título en la que se basaba la película, dijo: «Rod estuvo muy bien, pero no fue una buena película». Tuvo mejor suerte junto a Bloom ese mismo año en el drama británico de Peter Hall Three Into Two Won't Go, interpretando a un irlandés que engaña a su mujer con una joven autoestopista; el filme fue seleccionado para el Festival Internacional de Cine de Berlín y se convirtió en la decimonovena película más taquillera en el Reino Unido en 1969.

### 1970-1981
Le ofrecieron el papel protagonista en Patton (1970), pero lo rechazó porque no quería hacer apología de la guerra; el papel recayó en George C. Scott, que ganó el Óscar al mejor actor por su interpretación. Steiger calificó este rechazo como «la decisión más estúpida de su carrera» y comentó: «Me subí a la parra. Me creía un pacifista». En su lugar, eligió interpretar a Napoleón Bonaparte junto a Christopher Plummer en Waterloo (1970), de Serguéi Bondarchuk, una coproducción entre la Unión Soviética e Italia. El director soviético Anatoly Efros escribió: «Asistí con extraordinario respeto, no, esa no es la palabra correcta, con entusiasmo, a la actuación de Rod Steiger en el papel de Napoleón en Waterloo», mientras que el crítico literario Daniel S. Burt describió el Napoleón de Steiger como una «interpretación inusual», considerándolo menos convincente que el Wellington de Plummer.
En 1971 interpretó a un chauvinista explorador, cazador de caza mayor y héroe de guerra junto a Susannah York en Happy Birthday, Wanda June, de Mark Robson, antes de aceptar protagonizar junto a James Coburn al bandido mexicano Juan Miranda en Giù la testa, de Sergio Leone. En un principio, Leone no estaba satisfecho con su interpretación, ya que representaba a su personaje como una figura seria, del estilo de Zapata; como resultado, creció la tensión entre ambos, llegando incluso a producirse un incidente que acabó con Steiger marchándose durante el rodaje de una escena. Una vez terminada la película se mostraron satisfechos con el resultado final y Steiger elogió a Leone por sus dotes como director. Steiger realizó una audición para el papel de Michael Corleone en The Godfather (El padrino, 1972), de Francis Ford Coppola, adaptación cinematográfica de la novela homónima de 1969 del escritor Mario Puzo, pero Puzo lo rechazó al considerar que era demasiado mayor para el papel.
Steiger interpretó a un patriarca rural de Tennessee y padre de Jeff Bridges, enemistado con el personaje encarnado por Robert Ryan, en Lolly-Madonna XXX (1973), que recibió críticas desiguales. Ese mismo año fue elegido para el papel del oficial alemán Guenther von Lutz en la comedia bélica italiana de Duccio Tessari Gli eroi, junto a Rod Taylor, y actuó como el «malhablado mafioso siciliano» Eugenio Giannini junto a Gian Maria Volonté, que interpretaba a Lucky Luciano, en la película homónima dirigida por Francesco Rosi.
En 1975 interpretó al dictador italiano Benito Mussolini en Mussolini: último acto, de Carlo Lizzani, que tuvo una buena acogida por parte de la crítica. Protagonizó la película francesa Les innocents aux mains sales, de Claude Chabrol, en el papel de Louis Wormser, el rico y alcohólico marido de Julie Wormser, interpretada por Romy Schneider. La película fue mal recibida por la crítica; Steiger se sintió decepcionado con el director, al que admiraba, criticando duramente la falta de comunicación de Chabrol, su distanciamiento de la producción y su preferencia por jugar al ajedrez en el plató en lugar de dialogar durante el rodaje de las escenas. Vincent Canby, de The New York Times, la calificó de «poco más que un culebrón» con unas «interpretaciones atroces por igual». Ese mismo año, Steiger interpretó a un terrorista del Ejército Republicano Irlandés que planea volar el Palacio de Westminster en el thriller británico Hennessy, de Don Sharp; John Simon, de la revista New York, escribió: «Este tal Hennessy, interpretado por Rod Steiger, es tan interesante y simpático como un títere de Guy Fawkes».

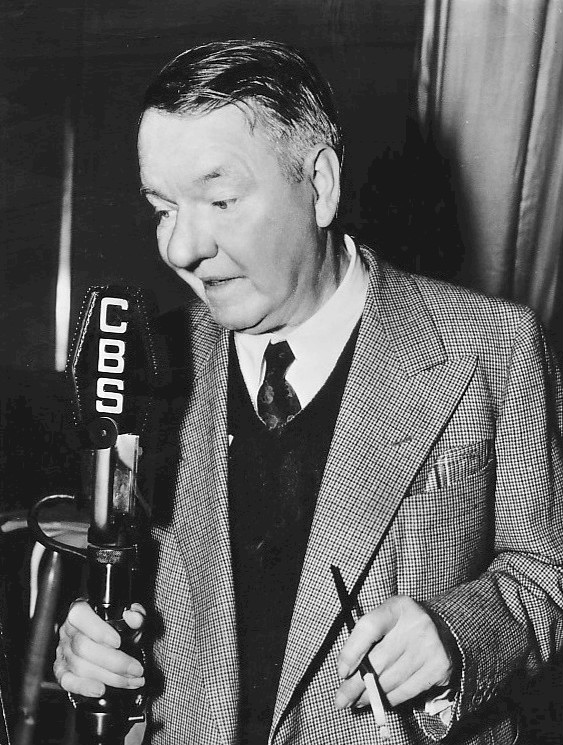
La interpretación de Steiger de W. C. Fields fue mal recibida por la crítica.

Al año siguiente interpretó al actor cómico W. C. Fields en la película biográfica de Arthur Hiller W. C. Fields and Me, para Universal Pictures. El guion, basado en las memorias de Carlotta Monti, que fue la amante de Fields durante los últimos 14 años de su vida, fue escrito por Bob Merrill. Steiger leyó mucho sobre Fields para la preparación del papel y adquirió un profundo conocimiento de su carrera y su vida personal, llegando a la conclusión de que basaría su caracterización en la actuación del cómico en The Bank Dick (1940); a pesar del empeño que puso en la película, al igual que los anteriores filmes recientes de Stenger, no fue bien recibida por la crítica. Canby la calificó de «espantosa» y describió la interpretación de Steiger como un «muñeco de cera»; Lucia Bozzola, de The New York Times, se refirió posteriormente a su interpretación de Fields como «soberbia», pero señaló que su carrera en Hollywood había «caído innegablemente desde su apogeo en las décadas de 1950 y 1960».
Retornó a la televisión encarnando sólidamente a un creíble Poncio Pilato en la miniserie de Franco Zeffirelli Jesús de Nazaret (1977); Stacy Keach, que encarnó a Barrabás, expresó su alegría por la oportunidad de trabajar con Steiger, al que describió como «generoso y obstinado». En 1978 interpretó a un senador en F. I. S. T., de Norman Jewison, junto a Sylvester Stallone, que hacía de un trabajador de almacén de Cleveland comprometido con la dirección sindical de la organización ficticia Federation of Inter-State Truckers (Federación de camioneros interestatales). Love and Bullets (Amor y balas), de ese mismo año, en la que interpretaba a un jefe de la mafia, tuvo una mala acogida; Roger Ebert la calificó de «mezcolanza desesperadamente confusa de persecuciones, asesinatos, encuentros y separaciones enigmáticos, y escenas insufriblemente sobreactuadas de Steiger alternadas con escenas alarmantemente infraactuadas de Bronson». Al año siguiente interpretó a un general junto a Richard Burton y Robert Mitchum en la película bélica de Andrew V. McLaglen Breakthrough, ambientada en el frente occidental durante la Segunda Guerra Mundial. En The Amityville Horror (1979), primera película de la serie «Amityville», encarnó a un sacerdote perturbado al que invitan a realizar un exorcismo en una casa encantada. De nuevo se acusó a Steiger de sobreactuar; Janet Maslin, de The New York Times, escribió: «El Sr. Steiger brama y llora y exagera absolutamente todo. Ni siquiera coge el teléfono hasta que suena doce o quince veces», mientras que Pauline Kael consideró que la «agonía espiritual de Steiger era suficiente para hacer añicos el objetivo de la cámara».

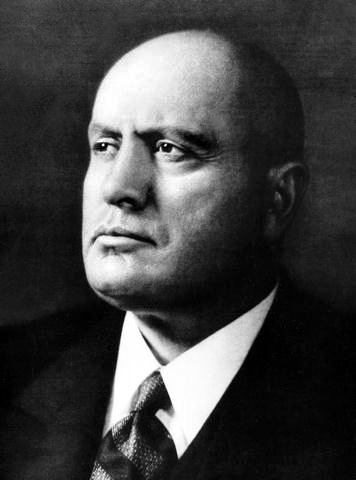
Steiger encarnó por segunda vez a Benito Mussolini (en la foto) en Lion of the Desert (1981), película financiada por Libia.

En 1980 recibió dos nominaciones al Premio Genie a la mejor interpretación de un actor extranjero por sus papeles en las producciones canadienses Klondike Fever y The Lucky Star; la primera se basa en el viaje de Jack London desde San Francisco a los campos de oro de Klondike en 1898. Volvió a encarnar el papel de Mussolini en Lion of the Desert (El león del desierto, 1981), una producción financiada por Muamar el Gadafi y coprotagonizada por Anthony Quinn en el papel del líder tribal beduino Omar Al-Mukhtar, que lucha contra el ejército italiano en los años previos a la Segunda Guerra Mundial. Al parecer, las autoridades italianas prohibieron la película en 1982, por considerarla ofensiva para su ejército, y no se emitió en la televisión italiana hasta una visita de Estado de Gadafi en 2009. Recibió elogios de la crítica en Gran Bretaña, donde se destacó en particular la calidad de sus escenas bélicas. En 1981 Steiger ganó el Premio al mejor actor del Montreal World Film Festival por su interpretación del rabino ortodoxo Reb Saunders en el filme de Jeremy Kagan The Chosen. Janet Maslin comentó que la «lenta y pausada interpretación» de Steiger era más «adormecedora que cautivadora», aunque un crítico de Variety consideró que se trataba de una «interpretación excepcional de un patriarca algo tiránico pero entrañable».

### 1982-1994
Tras su operación a corazón abierto en 1979, la depresión clínica y sus problemas de salud durante la década de 1980 afectaron negativamente a la carrera del actor, que se vio obligado a trabajar en películas de serie B, producciones independientes de bajo presupuesto y miniseries de televisión. Admitió que durante este periodo «acepté todo lo que me ofrecían», y sabía que muchas de las películas en las que aparecía no eran muy buenas, pero quería demostrar su firme ética de trabajo a pesar de sus problemas. Más tarde se arrepintió de las películas mediocres en las que actuó durante la década de 1980 y deseó haber hecho más teatro. Se hundía en una depresión profunda cuando no se dedicaba a actuar, pero le molestaba más que su carrera como actor hubiera dado un giro a peor y ya no supusiera un reto. Los productores de los grandes estudios recelaban de sus problemas y lo consideraban un riesgo; le contó su experiencia a un colega más joven mientras le aconsejaba: «Nunca le digas a nadie que tienes problemas de corazón, chico. Nunca». Su reputación como buen actor de carácter seguía intacta, y Joel Hirschhorn consideró por entonces que su talento era «tan sólido como siempre».
En 1984 interpretó a un detective al que se le asigna la investigación del asesinato de un psicoanalista de Chicago (Roger Moore), un hombre al que detesta debido a un caso anterior, en The Naked Face (A cara descubierta), de Bryan Forbes; Richard Christiansen, del Chicago Tribune, se refirió a ella como una «endeble película de suspense rodada en Chicago en el otoño de 1983, [que] no hace mucho bien a la ciudad ni a nadie relacionado con ella», y consideró que Steiger «actúa en su versión de máxima histeria» y que «refunfuña, lloriquea y sobreactúa».
Se tomó un descanso del cine a mediados de los años 1980, período durante el cual apareció en las miniseries de Yorkshire Television The Glory Boys (1984), junto a Anthony Perkins, y Hollywood Wives (1985), con Angie Dickinson. Steiger y Perkins no mantuvieron una buena relación durante el rodaje de The Glory Boys; a Perkins le molestaba que Steiger insistiera en tener una caravana más grande y creía que intentaba robarle escenas, mientras que Steiger pensaba que Perkins estaba «tan nervioso y afectado por las sustancias químicas que tomaba» que sentía lástima por él y creía que estaba poniendo en peligro el éxito de la película. Steiger también participó en el álbum de Joni Mitchell Dog Eat Dog, de 1985, donde puso voz a un evangelista en la canción «Tax Free».

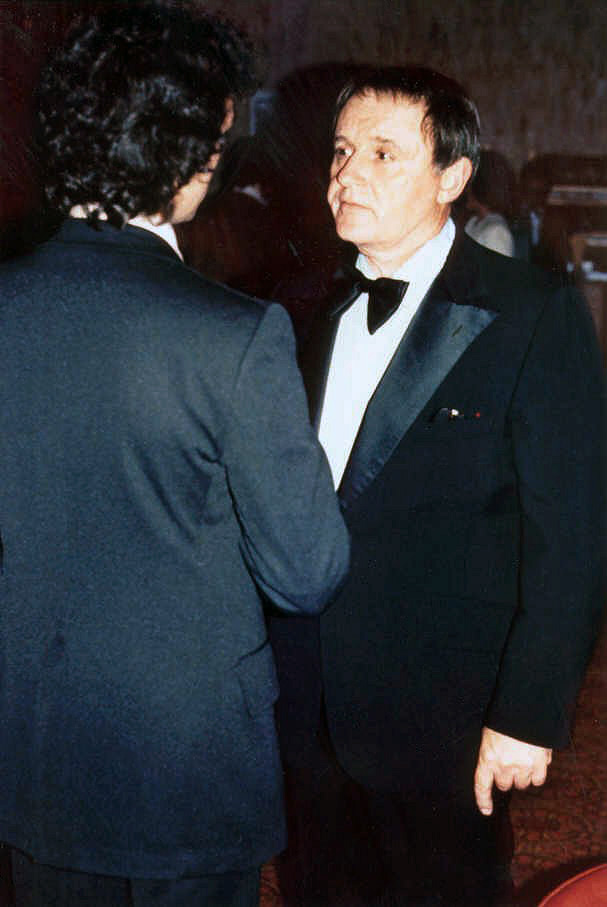
Steiger en el estreno de F. I. S. T.

Actuó en la producción argentino-estadounidense Catch the Heat (1987), una película de acción y artes marciales sobre una baronesa de la droga brasileña que introduce droga en Estados Unidos oculta en sus implantes mamarios; según el director Fred Olen Ray, la película se retiró y dejó de distribuirse a la semana de su estreno. En 1988, Steiger e Yvonne De Carlo interpretaron a una espeluznante pareja de ancianos con hijos retrasados en la película de terror American Gothic, de John Hough; unánimemente rechazada por la crítica, Caryn James, de The New York Times, escribió: «Cuando el Sr. Steiger se dirige a la cámara como si estuviera recitando a Shakespeare, es verdadera, directa e hilarantemente malo, justo los que American Gothic se merece». Durante el último año de la década interpretó a personajes con autoridad, como un alcalde en The January Man, y como el juez Prescott en Tennessee Waltz. Aunque el actor admitió que su interpretación en The January Man fuera «excesiva», disfrutó de la experiencia, marcando así un punto de inflexión positivo tras un periodo de gran depresión.
En 1990 protagonizó Men of Respect (Hombres de respeto), un drama criminal adaptación cinematográfica de Macbeth, de William Shakespeare; interpretaba a un personaje basado en el rey Duncan, junto a John Turturro como Mike Battaglia (Macbeth) que hace de un sicario de la mafia que asciende a lo más alto matando al personaje de Steiger. La película fue muy criticada; Roger Ebert le concedió un uno sobre cuatro y calificó la base argumental de la película como «muy, muy mala idea». Steiger interpretó de nuevo a un mafioso, en esta ocasión a Sam Giancana, en la miniserie Sinatra (1992) para la CBS.
En la macabra adaptación cinematográfica de la obra teatral del mismo título de Edward Albee, The Ballad of the Sad Café (1991), coprotagonizada por Vanessa Redgrave y Keith Carradine, interpretó a un reverendo que vive en un pequeño pueblo del sur de Estados Unidos; el filme recibió críticas en general tibias, aunque participó en la 41.ª edición del Festival Internacional de Cine de Berlín. Hizo una audición para el papel de un anciano irlandés en Far and Away, de Ron Howard, protagonizada por Tom Cruise y Nicole Kidman. Para la prueba Howard obligó a Steiger, calvo desde hacía tiempo, a ponerse una peluca; a él le melestó que el director insistiera en hacer una audición, ya que lo consideraba una forma de humillación para los actores que servía de entretenimiento después de la cena para los ejecutivos de Hollywood. Steiger nunca perdonó a Howard, al que se refería como «soplapollas», que le rechazara para el papel y se lo diera a Cyril Cusack.
En 1993 interpretó a un ginecólogo entrado en años que aterroriza a sus vecinos en una comunidad rural de Burlington (Vermont), en The Neighbor; Dennis Schwartz consideró que había sido uno de los papeles más espeluznantes de Steiger, aunque opinó que el mal guion había hecho que el papel fuera incómodo y «ligeramente entretenido en el sentido de que a Steiger se le pide que cargue con la película y se entrega». Al año siguiente aceptó interpretar el papel de un jefe de la mafia cubana junto a Sylvester Stallone y Sharon Stone en el thriller de Luis Llosa The Specialist (El especialista), citando su propósito en este filme como un «anuncio de 40 millones de dólares» para mostrar a una nueva generación que todavía estaba ahí. El filme tuvo malas críticas, y el papel le valió a Steiger una nominación al premio Golden Raspberry al peor actor de reparto, además la película fue incluida en The Official Razzie Movie Guide como una de las «100 películas malas más divertidas de la historia».

### 1995-2002

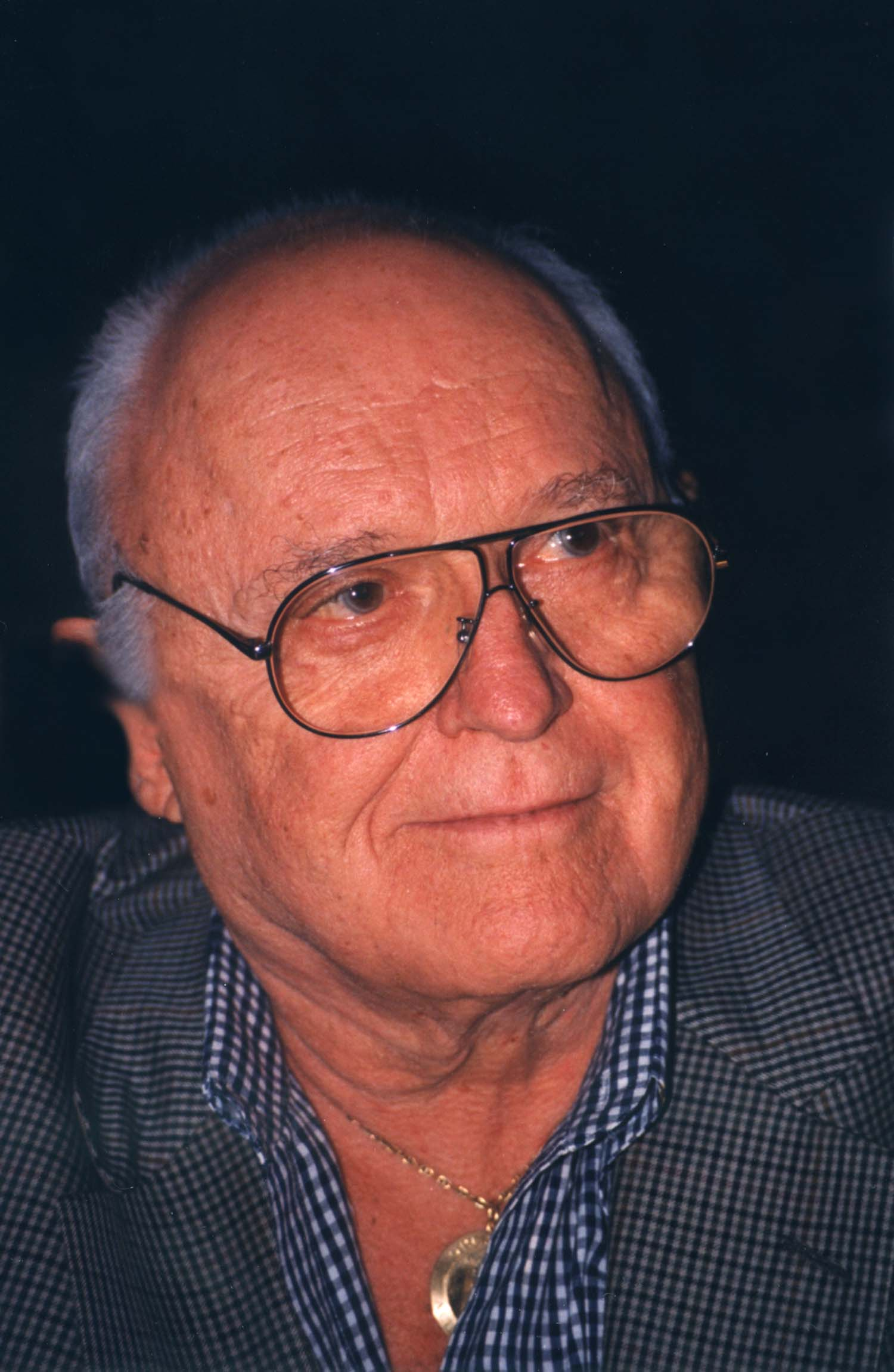
Steiger en 1995.

Tras The Specialist (1994), apareció en Tom Clancy's Op Center (1995), una película que acabó convirtiéndose en miniserie de televisión, y en un episodio de la serie Columbo, Strange Bedfellows (Extraños compañeros de cama). Al año siguiente interpretó un papel secundario como Doc Wallace en el drama familiar de Dale Rosenbloom Shiloh, papel que volvió a encarnar en su secuela Shiloh 2: Shiloh Season tres años después. También en 1996, Steiger interpretó a un general que recomienda al presidente estadounidense que recurra a la fuerza nuclear para combatir a los marcianos en la película de comedia y ciencia ficción Mars Attacks!, dirigida por Tim Burton.
En 1997 interpretó a Tony Vago, el jefe de la banda del personaje interpretado por Vincent Gallo en Truth or Consequences, N. M., dirigida por Kiefer Sutherland, un thriller de cine negro sobre un robo de drogras que sale mal. Steiger interpretó en 1999 a dos jueces, primero en la comedia dramática de Antonio Banderas Crazy in Alabama (Locos en Alabama) y después como el juez que libera a Carter en el drama carcelario The Hurricane, que narra la historia del exboxeador de peso medio Rubin «Hurricane» Carter, condenado injustamente por un triple homicidio en un bar de Paterson (Nueva Jersey); Sarokin, de The Globe and Mail, calificó la película como «maravillosa», merecedora de un Óscar, pero que la interpretación de Steiger era sobreactuada y «un poco arrogante y pomposa». The Hurricane reencontró a Steiger con Norman Jewison, que le había dirigido en In the Heat of the Night.
Tras un papel secundario como padre Kovak en End of Days (1999), protagonizada por Arnold Schwarzenegger, Steiger fue uno de los protagonistas de The Last Producer (2000), de Burt Reynolds, una película sobre un veterano productor que intenta reincorporarse al mundo del cine produciendo una nueva película. Su último papel en el cine fue el de Nick, un gerente de una sala de billar, en Poolhall Junkies (2002), que fue mal recibida por la crítica.

## Vida privada

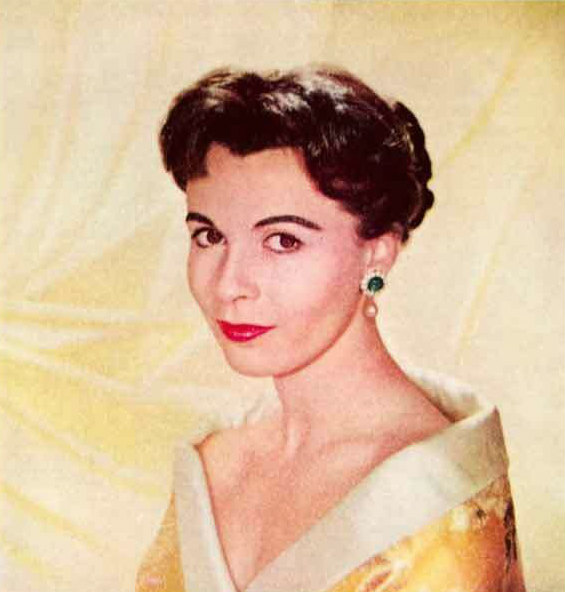
La actriz Claire Bloom en 1958. Estuvo casada con Steiger durante 10 años.

Steiger se casó cinco veces: con la actriz Sally Gracie (1952-1958), con la actriz Claire Bloom (1959-1969), con la secretaria Sherry Nelson (1973-1979), con la cantante Paula Ellis (1986-1997) y con la actriz Joan Benedict Steiger en 2000, hasta su fallecimiento en 2002. Con Bloom tuvo una hija, la cantante de ópera Anna Steiger (nacida en 1960), y de su matrimonio con Ellis, un hijo, Michael Steiger (nacido en 1993). En una entrevista con el periodista británico Kenneth Passingham, el actor declaró que Bloom tenía «todo lo que siempre quise en una mujer», y que «quizá nuestro matrimonio fue mejor que el de la mayoría porque ambos gozábamos de prestigio cuando nos conocimos». La pareja compró una casa en Malibú (California), una comunidad que atraía a Steiger pero que Bloom encontraba aburrida. También compraron un apartamento en Manhattan y una casa de campo en el condado de Galway, en la costa oeste de Irlanda, muy cerca de la casa de John Huston; por motivos económicos, la pareja tuvo que vender su apartamento neoyorquino a mediados de los años 1970. Le disgustó mucho que su matrimonio con Bloom terminara en 1969 y que ella volviera a casarse ese mismo año con el productor de Broadway Hillard Elkins, al que Steiger había confiado la atención de su esposa mientras él estaba en el extranjero rodando Waterloo. Steiger también era muy amigo de la actriz Elizabeth Taylor.
Se pronunció abiertamente contra el macartismo y fue especialmente crítico con la postura de Charlton Heston sobre las armas, y se refirió públicamente a él como «el fascista favorito de Estados Unidos». En un enfrentamiento en una columna de Los Angeles Times por una carta enviada por Heston en la que decía que le escandalizaba que el American Film Institute no hubiera galardonado a Elia Kazan por su testimonio ante el Comité de Actividades Antiestadounidenses, Steiger escribió que estaba «horrorizado, horrorizado, horrorizado» por los actores y escritores que se habían visto obligados a conducir taxis porque estaban en la lista negra de Hollywood y que incluso se habían suicidado como consecuencia de ello; Heston no replicó.
Steiger sufrió depresión durante gran parte de su vida. Él mismo se describió como «incapacitado durante unos ocho años con depresión clínica» antes de ganar el Óscar por In The Heat of the Night. Sus problemas profesionales a partir de la década de 1970 se vieron a menudo agravados por problemas de salud. Se sometió a una operación a corazón abierto en 1976 y de nuevo en 1979 y luchó contra la obesidad, aunque ciertos papeles, como Napoleón, le obligaron a ganar peso intencionadamente. Tras el fracaso de su tercer matrimonio en 1979, una profunda depresión, en parte efecto secundario de la operación, afectó negativamente a su carrera durante la década de 1980. Durante este periodo se volvió cada vez más reservado y a menudo se encerraba en su apartamento a ver fútbol americano durante horas. De esta experiencia dijo: «Empiezas a perder la autoestima. No paseas, no te afeitas y, si nadie te ve, haces tus necesidades donde estás sentado». Se acostaba por la noche pensando: «Nunca volverás a actuar. ¿Para qué molestarse? No sirves para nada». A pesar de estos problemas, siguió actuando durante los años 1990 y principios de los 2000. En una de sus últimas entrevistas, afirmó que existía un estigma injustamente asociado a los enfermos de depresión y que ésta estaba causada por un desequilibrio químico, no por una enfermedad mental. Comentó: «El dolor nunca debe ser motivo de vergüenza. Forma parte de la vida, de la humanidad».

### Fallecimiento
Falleció en un hospital del Westside de Los Ángeles el 9 de julio de 2002, a los 77 años de edad, de neumonía e insuficiencia renal como consecuencia de complicaciones derivadas de una operación por un tumor en la vesícula biliar. Fue enterrado en el cementerio Forest Lawn - Hollywood Hills. La película Saving Shiloh, estrenada en 2006, se dedicó a su memoria.

## Estilo interpretativo

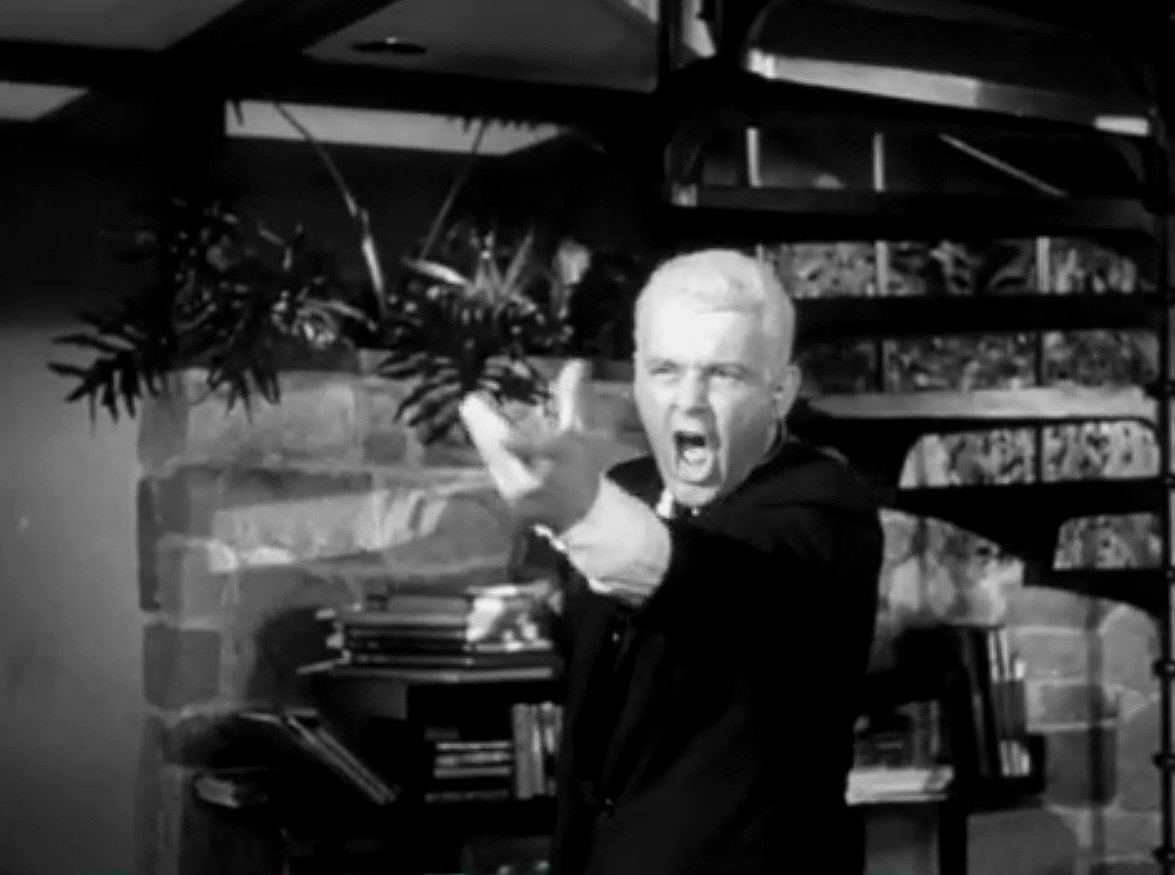
El actor en una escena de The Big Knife.

Steiger fue uno de los actores de carácter más respetados de Hollywood. Tom Hutchinson, amigo del actor y autor de su biografía Rod Steiger: Memoirs of a Friendship, lo describió como «una de las estrellas más carismáticas y dinámicas de Hollywood». Sin embargo, para Hutchinson, durante su carrera se mantuvo «alejado de Hollywood», ya que consideraba que los actores consumados a menudo tienen dificultades para encontrar películas exigentes a medida que envejecen. Según Lucia Bozzola, de The New York Times, era un «talento apasionado», que destacaba sobre todo por su intensa interpretación de personajes poco convencionales, a menudo inestables y desquiciados. Tras el estreno de On the Waterfront (1954), Steiger se encasilló en cierto modo en el papel de villanos y personajes duros, y durante la década de 1970 se sintió cada vez más frustrado por interpretar a «un tipo duro de la mafia o a un casi psicópata», papeles que podía interpretar de forma amenazadora, pero que le ofrecían pocas oportunidades de demostrar su talento. La influyente columnista de chismes Louella Parsons lo definió como «el malo número uno de la pantalla», mientras que el periódico London Evening News se refirió a él como «el hombre al que te encantaría odiar si tuvieras el valor de hacerlo». En 1960 Dean Jennings, de The Saturday Evening Post, lo definió como un «recién llegado colérico y de temperamento ardiente, con un talento interpretativo prodigioso, [que] funciona mejor sólo con el calor blanco emocional» y señaló que le resultaba «estimulante llevar la fantasía teatral a su vida privada». La crítica cinematográfica Pauline Kael consideraba que sus interpretaciones eran tan poderosas que «a menudo parece que se apropia de una película incluso cuando no es el protagonista». La revista Films and Filming, que analizó su carrera en 1971, señaló que su talento «se desarrolló de forma constante a lo largo de películas buenas y malas», y que el secreto de su éxito fue que se mantuvo conectado a la realidad, citando una entrevista de 1956 en la que dijo: «Compadezco al actor que no puede tener los pies en el suelo. Es demasiado fácil sacar provecho del éxito y olvidar que ningún intérprete puede mantenerse quieto».
Producto del Actors Studio, Steiger está estrechamente asociado al estilo de actuación del método, personificando a los personajes que interpretaba. El escritor James F. Scott señala que, durante su carrera, «muchas veces dejó de lado su propia personalidad para introducirse en la psique de un extraño». Steiger dijo en una ocasión:

No me gusta el término Método, pero en aras del argumento, la actuación del método es un medio para conseguir un fin. Es algo que te ayuda a implicarte personalmente en el papel para poder comunicarte con el público. Sea como fuere, el actor estadounidense de los años cincuenta cambió la forma de actuar en todo el mundo. Montgomery Clift fue quizá el actor que lo inició, Brando causó sensación y Dean lo convirtió en un culto.

La dedicación del actor a su oficio era tal que durante la década de 1970 recurrió a muchas producciones extranjeras, sobre todo en Italia, para conseguir el tipo de papeles que deseaba, aunque a menudo chocó con los directores por sus técnicas de actuación basadas en el método. En una de sus últimas entrevistas, Steiger dijo: «¿Qué es lo más grande que un artista de cualquier profesión puede dar a una persona? Porque eso se te introduce en el cerebro y, por tanto, en la vida, por así decirlo. Y eso es, cuando alguien me dice 'nunca lo olvidaré', eso vale más para mí que cinco premios de la Academia, entrar en la vida de esa persona».
El escritor cinematográfico Paul Simpson destaca lo mucho que se preparaba para sus papeles y cómo reproducía «sin esfuerzo» los gestos de personajes como Mussolini, en una «convincente interpretación de una figura enigmática». Judith Crist, de New York Magazine, en su crítica de Giù la testa comentó que era «totalmente carente de manierismos, siempre con estilo» y señaló que sus «silencios son asombrosamente eficaces»; Roger Ebert posteriormente se hizo eco de esta afirmación, coincidiendo en que Steiger carecía de manierismo, y escribió: «Cuando consigue un personaje con el que merece la pena trabajar, lo crea de cero, de la nada. No sé cómo lo hace. Es casi como si se metiera en la piel del tipo al que interpreta y empezara a ser esa persona durante un tiempo». Steiger dijo: «Siempre he intentado hacer cosas distintas. Si me daban un papel parecido a otro, intentaba hacerlo un poco diferente». Sus impactantes interpretaciones en la pantalla influyeron en muchos actores posteriores, como Robert De Niro, que utilizó el modo en que Steiger encarnó a Al Capone como referencia para su propia interpretación de ese papel en The Untouchables (1987). Elvis Presley quedó muy impresionado con su «poderosa y desgarradora interpretación» en The Pawnbroker.
A pesar de su reconocimiento como actor, también fue acusado con frecuencia de sobreactuar y se ganó su cuota de críticas, sobre todo durante las décadas de 1970 y 1980. Su actuación era a veces tan dinámica que los críticos lo consideraban excesivo y prepotente, e incluso incómodo o ridículo. En una ocasión, se enfrentó al director Rouben Mamoulian durante una producción teatral de Oklahoma!, ya que no toleraba su «inusual técnica interpretativa»; Steiger hizo caso omiso de la preocupación del director porque murmuraba sus diálogos, y cuando empezó a masticar ruidosamente una manzana durante una escena con Gordon MacRae, Mamoulian exclamó: «Fuera de mi teatro. ¡Fuera de mi vida!» y lo despidió. Incluso Elia Kazan encontraba desagradables algunas de las técnicas del Actors Studio, y prefería «más humor y brío y menos autoindulgencia, autocompasión y autoconciencia». Kazan consideraba que a menudo mostraba una actitud competitiva como actor e intentaba robar escenas a sus compañeros de reparto; Steiger rechazó estas afirmaciones, insistiendo en que simplemente «intentaba llevar el arte de la interpretación lo más lejos posible, y por eso a veces me paso de la raya».
Algunos de sus compañeros de reparto tuvieron dificultades para trabajar con él. Según el director Norman Jewison, Warren Oates lo consideraba como «alguien que tenía tendencia a pasarse de la raya» durante el rodaje de In the Heat of the Night. El escritor Richard Dyer destaca el contraste en esta película entre los estilos interpretativos de Steiger y Poitier, con «la quietud y la intensidad implícita de Poitier» y «el método de actuación activo y exteriorizado de Steiger». Humphrey Bogart, coprotagonista junto a Steiger en The Harder They Fall, se refirió al método de Steiger como la «escuela de actuación de rascarse el culo y murmurar». El director Robert Aldrich comentó que el actor tenía la costumbre de cambiar sus diálogos, lo que a menudo confundía a sus compañeros de reparto; el director dijo: «Normalmente me paso las noches en vela intentando pensar en formas de mejorar la interpretación de un actor. Con Steiger, el problema es intentar contenerlo». Steiger se mostró especialmente agresivo con el director Ken Annakin durante el rodaje de Across the Bridge, insistiendo en la necesidad de reescribir la mayor parte del guion y cambiando muchas de las frases para que se ajustaran mejor a la idea que Steiger tenía del personaje; Annakin declaró que «nunca había conocido a un actor que pusiera tanto empeño y preparación en una interpretación». Hutchinson desveló que Steiger sufría a menudo de pánico durante el rodaje y que el miedo al fracaso le persiguió durante toda su vida, pero que el miedo también le proporcionaba una fuente de fortaleza en su actuación.

## Premios y distinciones
Premios Óscar
| Año  | Categoría              | Película                 | Resultado |
| ---- | ---------------------- | ------------------------ | --------- |
| 1955 | Mejor actor de reparto | On the Waterfront        | Nominado  |
| 1966 | Mejor actor            | The Pawnbroker           | Nominado  |
| 1968 | Mejor actor            | In the Heat of the Night | Ganador   |

Globos de Oro
| Año  | Categoría           | Película                 | Resultado |
| ---- | ------------------- | ------------------------ | --------- |
| 1968 | Mejor actor - Drama | In the Heat of the Night | Ganador   |
| 1966 | Mejor actor - Drama | The Pawnbroker           | Nominado  |

Festival Internacional de Cine de Berlín
| Año  | Categoría                   | Película       | Resultado |
| ---- | --------------------------- | -------------- | --------- |
| 1964 | Oso de Plata al mejor actor | The Pawnbroker | Ganador   |

Premios BAFTA
| Año  | Categoría              | Película                 | Resultado |
| ---- | ---------------------- | ------------------------ | --------- |
| 1968 | Mejor actor extranjero | In the Heat of the Night | Ganador   |
| 1967 | Mejor actor extranjero | The Pawnbroker           | Ganador   |